# 紫味院信号場
紫味院信号場（チャミウォンしんごうじょう）または紫味院駅（チャミウォンえき）は、大韓民国江原特別自治道旌善郡にある韓国鉄道公社の駅である。

## 利用可能な路線
- 韓国鉄道公社
  - 太白線

## 歴史
- 1966年1月15日：開業。
- 2012年6月3日：旅客取扱中止。

## 隣の駅
韓国鉄道公社
太白線
礼美駅 - (鳥洞信号場) - 紫味院信号場 - ミンドゥンサン駅